# Shimozawa Kan
Shimozawa Kan (japanisch 子母澤 寛, eigentlich Umetani Matsutarō; geboren 1. Februar 1892 in Atsuta (Präfektur Hokkaidō); gestorben 19. Juli 1968) war ein japanischer Schriftsteller.

## Leben und Wirken
Shimozawa Kan hatte wenig Beziehung zu seinen Eltern und wurde von seinen Großeltern aufgezogen. Der Maler Migishi Kōtarō (1903–1934) war sein Halbbruder. Sein Großvater Umetani Jūjirō – bekannt als Saitō Tetsugorō (斎藤 鉄五郎) – hatte sich am Ende des Boshin-Kriegs nach der Niederlage als Mitglied des „Shōgitai“ in Atsuta niedergelassen. Nach dem Studium an der „Hokkai Junior High School“ (北海中学校) machte Shimozawa 1914 seinen Abschluss an der juristischen Fakultät der Meiji-Universität und nahm eine Arbeit an der Zeitung „Kushiro Mainichi Shimbun“ (釧路毎日新聞) in Kushiro auf. 1918 zog er nach Tokio und schloss sich den Zeitung Yomiuri Shimbun an, wo er Freundschaften mit Chiba Kameo (千葉 亀雄; 1878–1935) und Sawada Bushō (沢田 撫松) schloss. 1926 wechselte er zur Zeitung „Tokio Nichinichi Shimbun“, der späteren Mainichi Shimbun.
Shimosawa rekonstruierte durch Feldstudien und bekannten historischen Fakten und Gerüchten die Realitäten der „Shinsengumi“ (新選組). Das war eine Vereinigung von Samurai, die durch Verlust ihrer Herren zwar rechtlos geworden waren, aber auf Seiten des Shogunats standen. Er veröffentlichte 1928 „Shinsengumi Shimatsuki“ (新選組始末記) – „Shinsengumi-Nachwirkungen“, 1929 „Shinsengumi Ibun“ (新選組遺聞) – „Shinsengumi-Testament“ und 1932 „Shinsengumi Monogatari“ (新選組物語) – „Shinsengumi-Geschichte“, eine Trilogie zu diesem Thema.
Ab 1933 wandte sich Shimosawa vollständig dem Schreiben zu. „Nigemizu“ (逃げ水) – „Dem Wasser entkommen“ (1959) beschreibt das Leben des Samurai und Schriftstellers Takahashi Deishū (高橋 泥舟, 1835–1903). „Oya-ko daka“ (父子鷹) – „Vater und Sohn, die Falken“ (1955–56), für das er 1962 mit dem Kikuchi-Kan-Preis ausgezeichnet wurde, und „Otoko daka“ (おとこ鷹) – „Ein Mann, ein Falke“ (1960) sind weitere historische Romane. Seine Aufsatzsammlung „Futokoro Techō“ (ふところ手帖) – „Das Taschennotizbuch“ (1961) gilt als gutes Werk.
Insgesamt verfasste Shimosawa mehr als 100 Bücher. Von 1973 bis 1975 publizierte der Verlag Kōdansha eine Gesamtausgabe in 25 Bänden.